# Puchar Litwy w piłce siatkowej mężczyzn (2017)
Puchar Litwy w piłce siatkowej mężczyzn 2017 (2017 LTF Vyrų Didžioji Taurė) – rozgrywki o siatkarski Puchar Litwy organizowane przez Litewski Związek Piłki Siatkowej. Zainaugurowane zostały 25 listopada i trwały do 17 grudnia 2017 roku. Brało w nich udział 7 klubów.
Rozgrywki składały się z fazy kwalifikacyjnej i fazy finałowej.
Turniej finałowy odbył się w dniach 15-17 grudnia 2017 roku w Kaimo turizmo sodyba "Karpynė" w Gabšiai. Puchar Litwy zdobył klub Sūduva Mariampol.

## Drużyny uczestniczące
| Mistrzostwa Litwy 7 drużyn                  | Mistrzostwa Litwy 7 drużyn |
| ------------------------------------------- | -------------------------- |
| Amber Queen Kłajpeda                        | 4. miejsce                 |
| Elga-Master Idea SM Dubysa                  | 3. miejsce                 |
| Etovis Kelmė                                | faza kwalifikacyjna        |
| Norvelita Raseiniai                         | 2. miejsce                 |
| Startas-LSU Kowno                           | faza kwalifikacyjna        |
| Sūduva Mariampol                            | 1. miejsce                 |
| Vilniaus Kolegija/Flamingo Volley/SM Tauras | faza kwalifikacyjna        |

## Faza kwalifikacyjna
| Data       | Drużyna 1                  |     | Drużyna 2                                   | Sety                                |
| ---------- | -------------------------- | --- | ------------------------------------------- | ----------------------------------- |
| 25.11.2017 | Elga-Master Idea SM Dubysa | 3:0 | Etovis Kelmė                                | (25:19, 25:23, 25:17)               |
| 25.11.2017 | Sūduva Mariampol           | 3:2 | Vilniaus Kolegija/Flamingo Volley/SM Tauras | (21:25, 27:25, 25:14, 25:27, 16:14) |
| 26.11.2017 | Amber Queen Kłajpeda       | 3:2 | Startas-LSU Kowno                           | (25:13, 14:25, 20:25, 25:20, 15:12) |

## Faza finałowa

### Tabela
| Lp. | Drużyna                    | Mecze | Mecze   | Mecze   | Pkt | Sety | Sety | Sety  | Małe punkty | Małe punkty | Małe punkty |
| Lp. | Drużyna                    | M     | W (3:2) | P (2:3) | Pkt | wyg. | prz. | ratio | zdob.       | str.        | ratio       |
| --- | -------------------------- | ----- | ------- | ------- | --- | ---- | ---- | ----- | ----------- | ----------- | ----------- |
| 1   | Sūduva Mariampol           | 3     | 3 (1)   | 0 (0)   | 8   | 9    | 2    | 4.500 | 264         | 251         | 1.052       |
| 2   | Norvelita Raseiniai        | 3     | 2 (1)   | 1 (0)   | 5   | 6    | 6    | 1.000 | 279         | 277         | 1.007       |
| 3   | Elga-Master Idea SM Dubysa | 3     | 1 (0)   | 2 (2)   | 5   | 7    | 6    | 1.167 | 300         | 282         | 1.064       |
| 4   | Amber Queen Kłajpeda       | 3     | 0 (0)   | 3 (0)   | 0   | 1    | 9    | 0.111 | 214         | 247         | 0.866       |

Źródło: tournamentsoftware.com
Punktacja: 3:0 i 3:1 – 3 pkt; 3:2 – 2 pkt; 2:3 – 1 pkt; 1:3 i 0:3 – 0 pkt
Zasady ustalania kolejności: 1. liczba zwycięstw; 2. liczba punktów; 3. stosunek setów; 4. stosunek małych punktów; 5. bilans w bezpośrednich meczach

### Wyniki spotkań
| Data       | Drużyna 1                  |     | Drużyna 2                  | Sety                                |
| ---------- | -------------------------- | --- | -------------------------- | ----------------------------------- |
| 15.12.2017 | Elga-Master Idea SM Dubysa | 2:3 | Sūduva Mariampol           | (25:18, 25:22, 26:28, 23:25, 15:17) |
| 15.12.2017 | Norvelita Raseiniai        | 3:1 | Amber Queen Kłajpeda       | (25:21, 21:25, 25:23, 25:19)        |
| 16.12.2017 | Amber Queen Kłajpeda       | 0:3 | Elga-Master Idea SM Dubysa | (19:25, 17:25, 24:26)               |
| 16.12.2017 | Norvelita Raseiniai        | 0:3 | Sūduva Mariampol           | (27:29, 22:25, 22:25)               |
| 17.12.2017 | Amber Queen Kłajpeda       | 0:3 | Sūduva Mariampol           | (23:25, 23:25, 20:25)               |
| 17.12.2017 | Norvelita Raseiniai        | 3:2 | Elga-Master Idea SM Dubysa | (20:25, 30:28, 22:25, 25:21, 15:11) |

## Klasyfikacja końcowa
| Miejsce | Drużyna                                     |
| ------- | ------------------------------------------- |
| 1       | Sūduva Mariampol                            |
| 2       | Norvelita Raseiniai                         |
| 3       | Elga-Master Idea SM Dubysa                  |
| 4       | Amber Queen Kłajpeda                        |
| 5-7     | Etovis Kelmė                                |
| 5-7     | Startas-LSU Kowno                           |
| 5-7     | Vilniaus Kolegija/Flamingo Volley/SM Tauras |